# Consonante velofaríngea
Una consonante velofaríngea es un tipo de consonante que se articula entre la superficie superior del velo y la pared posterior de la nasofaringe.
- sonidos velofaríngeos son los siguientes:
  - Fricativa velofaríngea sorda ⟨ʩ⟩
  - Vibrante múltiple velofaríngea sorda ⟨𝼀⟩
  - Fricativa velofaríngea sonora ⟨ʩ̬⟩

Estos sonidos normalmente son pronunciados por personas con labio leporino.